# 交換子部分群
数学、特に抽象代数学における群の交換子部分群（こうかんしぶぶんぐん、英: commutator subgroup）あるいは導来部分群（どうらいぶぶんぐん、英: derived subgroup）とは、交換子全体が生成する部分群である。
交換子部分群は商がアーベル群となる最小の正規部分群であるという点で重要である。すなわち、商 G/N がアーベル群となる必要十分条件は正規部分群 N が交換子部分群を含むことである。ある意味で交換子部分群はアーベル群との差異を表していて、交換子部分群が大きいほどアーベル群との隔たりが大きいと言える。

## 交換子
群 G の元 x, y に対し、x と y との交換子とは元
{\displaystyle [x,y]=x^{-1}y^{-1}xy}
のことである。（交換子を [x, y] = xyx−1y−1 と定義する流儀もある。）群の元 x と y とが可換である（つまり xy = yx が成り立つ）必要十分条件は交換子 [x, y] が単位元 e と等しいことである。可換とは限らない一般の場合には xy = yx[x, y] が成り立つ。
群 G の元 g が交換子であるとは、適当な元 x, y を取って g = [x, y] と書けることを言う。単位元 e = [e, e] は常に交換子であり、これが唯一の交換子となるための必要十分条件は G がアーベル群であることである。
ここに単純だが有用な交換子恒等式を挙げる。以下 x, y, z は群 G の元とする。
- 反転: [x, y]−1 = [y, x].
- 共役: [x, y]z = [xz, yz]. （xz = z−1xz.）
- 任意の群準同型 φ: G → H に対し φ([x, y]) = [φ(x), φ(y)].
- [xy, z] = [x, z]y [y, z]. 同様に [x, yz] = [x, z] [x, y]z.

前の二つは G の交換子全体の成す部分集合が反転と共役に関して閉じていることを示すものである。三つ目の式で H = G と取れば、交換子全体の成す部分集合が G の任意の準同型で閉じていることを示すものとなる。この三つ目は実は二つ目の等式の一般化であり、実際に自己準同型 φ として共役変換 x ↦ xs を取れば二つ目が出る。
しかし交換子二つ以上の積は必ずしも交換子とは限らない。一般的な例として、自由群の元 x, y, z, w に対して交換子の積 [x, y] [z, w] が交換子に書けないことを見ればよい。二つの交換子の積が交換子とならない最小位数の有限群は位数 96 であることが知られており、実はこの性質を持つ位数 96 の群は互いに同型でないものが二種類存在する。一方で、たとえば有限非可換単純群の場合には交換子の積は交換子で表せる——実際にはすべての元が交換子で表せる（Ore予想）——ことが知られている。

## 定義
一般に交換子が積で閉じていないことが次の定義に繋がる。群 G の交換子全体が生成する部分群
{\displaystyle [G,G]={\big \langle }\left\{\,[x,y]\mid x,y\in G\,\right\}{\big \rangle }}
を G の交換子部分群という。これを導来部分群と呼ぶこともある。交換子部分群を表す記号としては他にも
{\displaystyle G',\quad G^{(1)},\quad \gamma _{2}(G),\quad D(G)}
などが慣習的に用いられることがある。交換子の逆元も交換子なので、交換子部分群 [G, G] の任意の元は有限個の交換子の積
{\displaystyle [x_{1},y_{1}][x_{2},y_{2}]\cdots [x_{n},y_{n}]}
の形に書くことができる。さらに共役に関しては、
{\displaystyle ([x_{1},y_{1}]\cdots [x_{n},y_{n}])^{z}=[x_{1}^{z},y_{1}^{z}]\cdots [x_{n}^{z},y_{n}^{z}]}
が成立するから、交換子部分群は G の正規部分群になる。また任意の準同型 φ: G → H に対して
{\displaystyle \varphi ([x_{1},y_{1}]\cdots [x_{n},y_{n}])=[\varphi (x_{1}),\varphi (y_{1})]\cdots [\varphi (x_{n}),\varphi (y_{n})]}
が成立するから、交換子部分群の準同型写像による像は交換子部分群に含まれる。これにより、交換子部分群を作る操作は群の圏における函手と見ることができる（これについて、いくらかは後述する）。また、さらに G = H と取れば、交換子部分群は G の任意の自己準同型に関して保たれることがわかる。すなわち、交換子部分群 [G, G] は G の完全特性部分群であり、これは単に正規であるというよりも非常に強い性質である。
交換子部分群は、群 G の元 g を積の形 g = g1 g2 … gk に書くとき、右辺の積の順番を適当に交換して単位元にすることができるような元 g の全体で生成される部分群として定義することもできる。

### 導来列
導来群を作る操作を繰り返して
{\displaystyle G^{(0)}:=G}
{\displaystyle G^{(n)}:=[G^{(n-1)},G^{(n-1)}]\qquad (n\in \mathbb {N} )}
と定義する。このとき部分群 G(n) を n 次導来部分群、降正規列
{\displaystyle G=G^{(0)}\triangleright G^{(1)}\triangleright G^{(2)}\triangleright \dotsb }
を導来列 (derived series) と呼ぶ。これと降中心列とを混同してはならない。降中心列の各項は Gn := [Gn−1, G] であって、G(n) := [G(n−1), G(n−1)] ではない。
有限群の場合には、導来列は完全群 (perfect group) で終わる（これは自明な場合も自明でない場合もある）。無限群の場合、導来群は必ずしも有限項で終わるとは限らず、超限再帰によって無限順序数項まで続けることができて超限導来列 (transfinite derived series) となることもあるが、最終的には群の完全核で終わる。

### アーベル化
群 G とその正規部分群 N に対し、剰余群 G/N がアーベル群となる必要十分条件は N が交換子部分群 [G, G] を含むことである。 
剰余群 G/[G, G] は群 G のアーベル化と呼ばれるアーベル群である。また剰余群としてアーベル化を得ることを、G をアーベル化すると言う。G のアーベル化は Gab や Gab と書かれるのが普通である。
標準的な全射 π: G → Gab には有用な圏論的解釈がある。つまり π は
群からアーベル群への群準同型に対する普遍性任意のアーベル群 A と群準同型 φ: G → A に対し、群準同型 ψ: Gab → A で φ = ψ ∘ π を満たすものが一意的に存在する。
を満たす。普遍性からアーベル化 Gab は自然同型を除いて一意的である。また存在性は具体的な構成 G → G/[G, G] からわかる。このアーベル化函手は、アーベル群の圏から群の圏への包含函手の左随伴である。一方で群の中心はこのような函手性を持たない。
これとは別の、アーベル化 Gab の重要な解釈は、G の一次の整数係数ホモロジー群 H1(G, Z) と見做すことである。

### 関連する群のクラス
- 群 G がアーベル群となる必要十分条件は、導来部分群が自明となること（[G, G] = {e}）である。これは G がそのアーベル化と等しいことと言ってもよい。
- 群 G が完全群（英語版）となる必要十分条件は、導来部分群が群全体と等しいこと（[G, G] = G）である。これは群のアーベル化が自明となることと言ってもよい。これは上記のアーベル群の場合と「逆」になっている。
- 適当な n ∈ N に対して、n 次導来部分群が G(n) = {e} となるような群は可解群と呼ばれる。n = 1 のときはアーベル群であるから、可解群はアーベル群の性質を拡張した概念と考えることができる。

任意の n ∈ N に対して、n 次導来部分群がG(n) ≠ {e} となる群は非可解群と言う。
- 適当な順序数（無限でもよい）α に対して G(α) = {e} となるような群は超アーベル群（英語版） (hypoabelian group) と言う。これは可解であることよりも弱い（α が有限順序数、つまり自然数ならば可解）。

## 例
- 四次交代群 A4 の交換子部分群はクラインの四元群である。
- 対称群 Sn の交換子部分群は交代群 An である。
- 一般線形群 GLn(C) の交換子部分群は特殊線形群 SLn(C) である。
- 四元数群 {\displaystyle Q=\langle \,-1,i,j,k\mid (-1)^{2}=1,\;i^{2}=j^{2}=k^{2}=ijk=-1\,\rangle } の交換子部分群は [Q, Q] = {1, −1} である。
- 弧状連結位相空間 X の基本群 π1(X) の交換子部分群は、整係数一次特異ホモロジー群 H1(X; Z) の上への自然な準同型の核である。言い換えると、π1(X) のアーベル化は H1(X; Z) に自然に同型である。

### 外部自己同型群からの準同型
導来部分群は特性部分群ゆえ、G の任意の自己同型はそのアーベル化の自己同型を引き起こす。また、アーベル化はアーベル群ゆえ、内部自己同型は自明に作用する。従って準同型定理から準同型写像
{\displaystyle \operatorname {Out} (G)\to \operatorname {Aut} (G^{\text{ab}})}
が得られる。